# Mélecey
Mélecey, auch Melecey geschrieben, ist eine Gemeinde im französischen Département Haute-Saône in der Region Bourgogne-Franche-Comté.

## Geographie
Mélecey liegt auf einer Höhe von 300 m über dem Meeresspiegel, sechs Kilometer südöstlich von Villersexel und etwa 27 Kilometer ostsüdöstlich der Stadt Vesoul (Luftlinie). Das Dorf erstreckt sich in der Talmulde des Grand Ru am nordwestlichen Rand der Hügellandschaft, die sich zwischen den Flusstälern von Ognon und Doubs ausdehnt, am Nordwestfuß der Motte de Grammont.
Die Fläche des 3,35 km² großen Gemeindegebiets umfasst einen Abschnitt der Hügellandschaft südöstlich des Ognontals. Der zentrale Teil des Gebietes wird von Süden nach Norden vom Tal des Grand Ru durchquert, der nördlich des Dorfes in die Ebene von Villersexel hinaustritt. Der Bach sorgt für die Entwässerung zum Scey. Die Ebene ist vorwiegend waldbedeckt (Bois de Chenot). Im Süden ist die Landschaft stärker reliefiert und reicht auf die umliegenden Höhen sowie an den Westhang der Motte de Grammont. Hier überwiegt die landwirtschaftliche Nutzung. Mit 375 m wird auf dem Hügel westlich des Dorfes die höchste Erhebung von Mélecey erreicht. Während der nördliche Gemeindeteil hauptsächlich aus Muschelkalk aufgebaut ist, treten im südlichen Teil die sandig-mergeligen Schichten der Lias hervor.
Nachbargemeinden von Mélecey sind Villers-la-Ville, Villargent und Belles-Fontaines im Norden, Grammont im Osten, Fallon im Süden sowie Les Magny im Westen.

## Geschichte
Im Bois de Chenot wurden Spuren eines römischen Verkehrsweges entdeckt. Im Mittelalter gehörte Mélecey dem Priorat von Marast. Zusammen mit der Franche-Comté gelangte das Dorf mit dem Frieden von Nimwegen 1678 definitiv an Frankreich. Im 19. Jahrhundert wurden hier Salzvorkommen mit einer Kohlemine abgebaut. Seit 2000 ist Mélecey Mitglied des 33 Ortschaften umfassenden Gemeindeverbandes Communauté de communes du Pays de Villersexel.

Saline
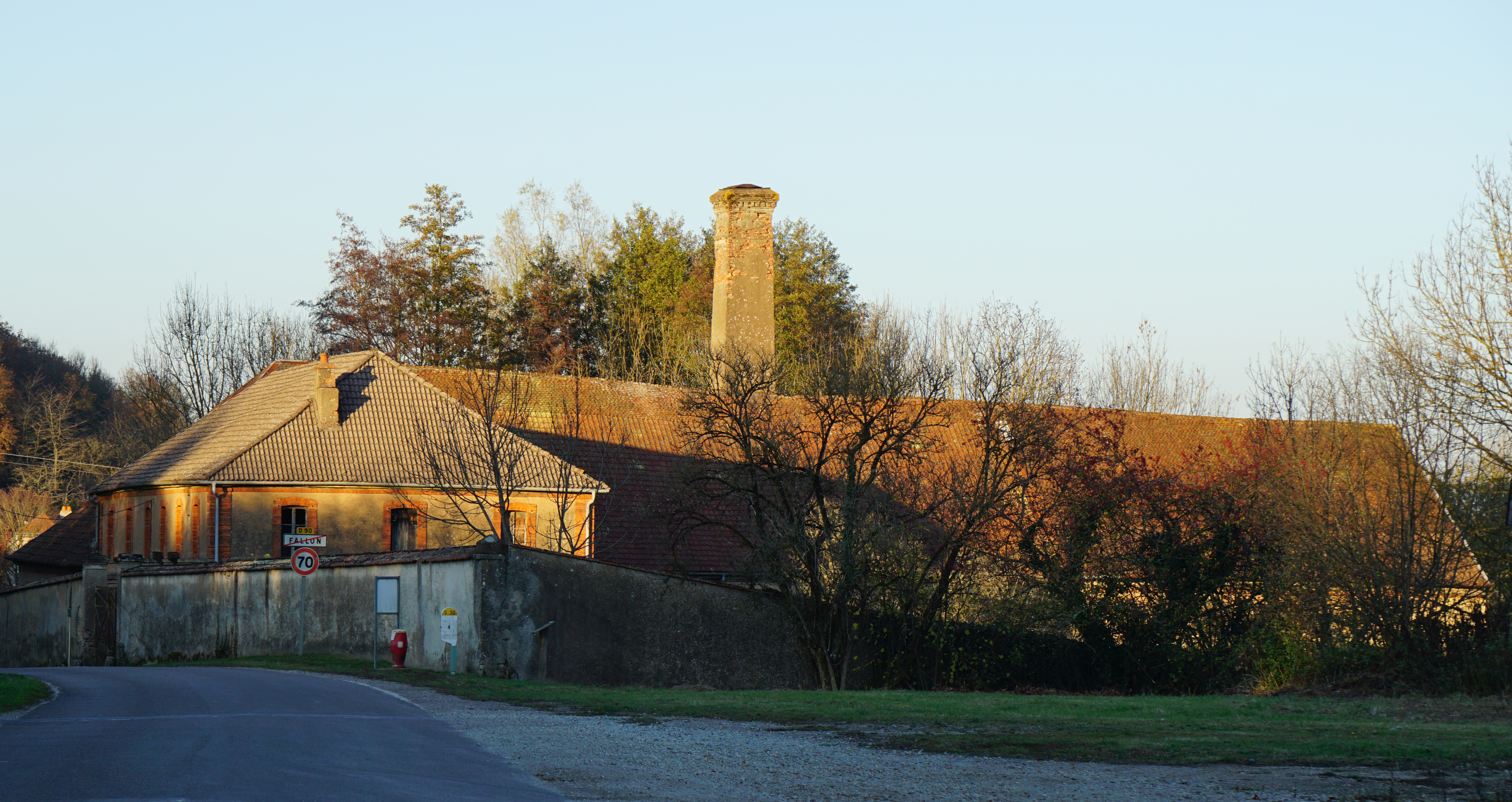
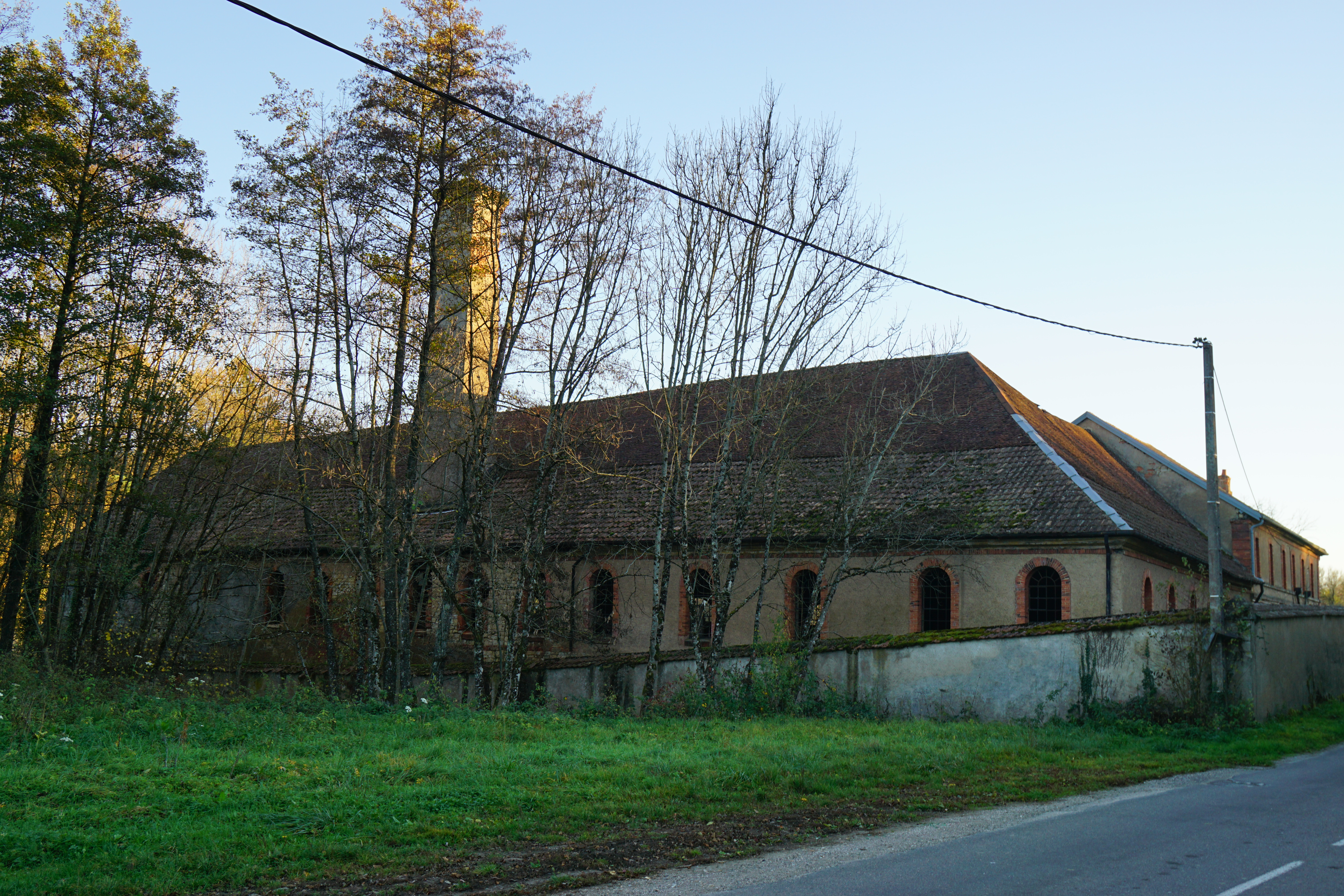

## Sehenswürdigkeiten
Aus dem 17. Jahrhundert stammt die Dorfkirche Saint-Étienne in Mélecey, zu deren Ausstattung reiches Mobiliar gehört.
Auf dem Dorfplatz befindet sich ein Lavoir (Brunnen und ehemaliges Waschhaus), das 1994 renoviert wurde.
Der Friedhof, der etwas außerhalb des Dorfes liegt, zeigt zahlreiche geschmiedete Kreuze, die aus der Gießerei des benachbarten Fallon stammen.

## Bevölkerung
| Jahr                       | 1962 | 1968 | 1975 | 1982 | 1990 | 1999 | 2017 |
| Einwohner                  | 186  | 165  | 188  | 153  | 189  | 199  | 144  |
| Quellen: Cassini und INSEE |      |      |      |      |      |      |      |

Mit 135 Einwohnern (1. Januar 2022) gehört Mélecey zu den kleinen Gemeinden des Départements Haute-Saône. Nachdem die Einwohnerzahl in der ersten Hälfte des 20. Jahrhunderts deutlich abgenommen hatte (1886 wurden noch 316 Personen gezählt), wurden seit Beginn der 1960er Jahre nur noch relativ geringe Schwankungen verzeichnet.

## Wirtschaft und Infrastruktur
Mélecey war bis weit ins 20. Jahrhundert hinein ein vorwiegend durch die Landwirtschaft (Ackerbau, Obstbau und Viehzucht) und die Forstwirtschaft geprägtes Dorf. Daneben gibt es heute einige Betriebe des lokalen Kleingewerbes. Mittlerweile hat sich das Dorf auch zu einer Wohngemeinde gewandelt. Viele Erwerbstätige sind deshalb Wegpendler, die in den größeren Ortschaften der Umgebung ihrer Arbeit nachgehen.
Die Ortschaft liegt abseits der größeren Durchgangsachsen an einer Departementsstraße, die von Villargent nach Fallon führt. Weitere Straßenverbindungen bestehen mit Grammont und Georfans.